# Confíteor

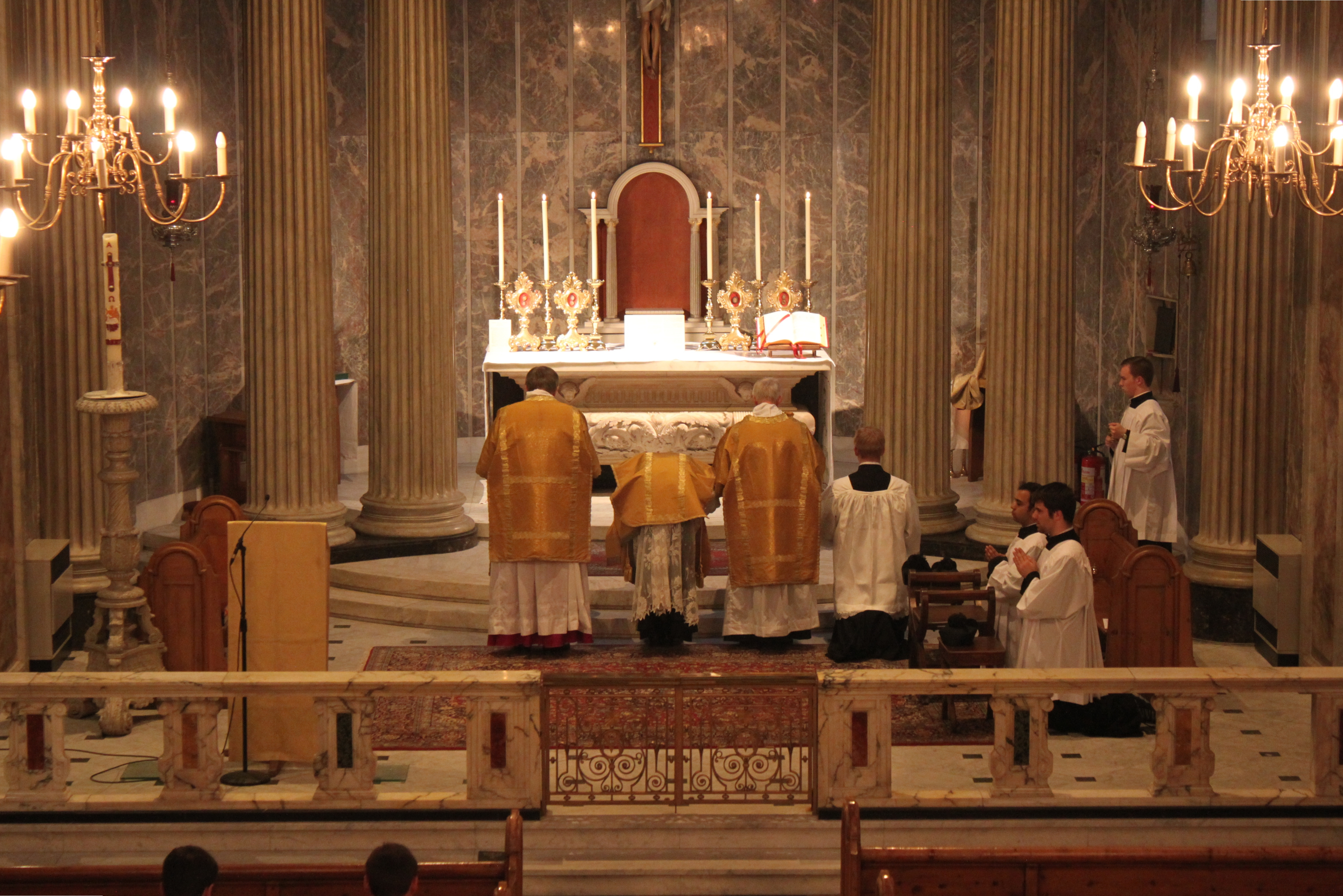
Rezo del confíteor en la Misa Solemne del rito romano.

El confíteor (del latín confiteor, que significa '[yo] confieso'), denominado también Yo confieso, es una oración en latín usada en el rito romano de la misa en el cual la persona que dice el rezo realiza el Acto de confesión de los pecados o Acto penitencial ante Dios, y pide a los Santos la intercesión por su alma. También es usado en los servicios luteranos y en los cultos anglicanos.

## El texto
El texto aparece en el Ordo Missæ del Misal romano. Es decir, forma parte fija del rito romano de la misa y de la administración del sacramento de la comunión. Su motivación es la de pedir perdón humildemente, por parte del sacerdote, primero, y de los acólitos y fieles después, por sus pecados antes de acercarse al altar y que la misa se desarrolle.
| Confiteor Deo omnipotenti, et vobis, fratribus;            |
| quia peccavi nimis cogitatione, verbo, opere et omissione: |
| mea culpa, mea culpa, mea maxima culpa.                    |
| Ideo precor beatam Mariam semper Virginem,                 |
| omnes angelos et sanctos et vos, fratres,                  |
| orare pro me ad Dominum, Deum nostrum. Amen.               |

| [Yo] Confieso ante Dios todopoderoso, y ante vosotros/ustedes, hermanos: |
| que he pecado mucho de pensamiento, palabra, obra, y omisión;            |
| por mi culpa, por mi culpa, por mi gran/grandísima culpa.                |
| Por eso, ruego a Santa María, siempre Virgen,                            |
| a los Ángeles, a los Santos, y a vosotros/ustedes, hermanos,             |
| que intercedáis/intercedan por mí ante Dios, nuestro Señor. Amén.        |

## Usos en el rito romano
En la misa actual (posterior a la reforma litúrgica del Concilio Vaticano II, 1970), el Yo confieso es una de las tres posibles fórmulas del acto penitencial en los ritos previos a la Palabra de Dios y la Eucaristía.
En la forma tradicional del rito romano (la llamada Misa Tridentina), el confíteor se dice, al empezar la Misa, dos veces: primero por el sacerdote (que sustituye tibi, Pater y el te, Pater por vobis fratres y vos fratres, respectivamente) y luego por los ministros o los feligreses. Una costumbre opcional es volver a rezar el confíteor mientras el sacerdote comulga del Cáliz.

## Indulgencia
El Enchiridion Indulgentiarum de 2004 concedió la indulgencia parcial.

## Cosas relacionadas
Rezar esta oración es conocido también como "entonar el mea culpa", debido a la contundencia de sus palabras: mea culpa, mea culpa, mea maxima culpa (por mi culpa, por mi culpa, por mi gravísima culpa), y la persona que lo dice golpea su pecho tres veces, como un gesto del dolor y penitencia ante el pecado. Este gesto del arrepentimiento se puede encontrar también en Las Escrituras (véase el Jer. 31,19: "siempre que me redimo… golpeo mi pecho").